# ميكيونغ كيم
ميكيونغ كيم، فالسا هي مهندسة مناظر طبيعية ومصممة حضرية ومديرة مؤسسة لـ ميكيونغ كيم ديزاين وأستاذ إمريتا في مدرسة رود ايلاند للتصميم.
في عام 2014، تم ترقيتها إلى مجلس زملاء الجمعية الأمريكية لمهندسي المناظر الطبيعية.

## النشأة والتعليم
ولدت ميكيونغ كيم في هارتفورد، كونيتيكت، لأبوين كوريين.
منذ سن السادسة من عمرها، كانت كيم عازفة بيانو مهمة وواصلت شغفها بالأداء حتى أوائل العشرينات من عمرها في معهد أوبرلين الموسيقي.
أثناء وجودها في كلية أوبرلين، درست كيم أيضًا فن النحت.
تخرجت بدرجة البكالوريوس في فنون النحت / تاريخ الفن عام 1989. درست بعد ذلك هندسة المناظر الطبيعية في كلية الدراسات العليا للتصميم بجامعة هارفارد حيث تخرجت في عام 1992.
درست في نفس الوقت في جي اس دي وفي قسم ميت فيس (الدراسات المرئية والبيئية)، حيث طورت التصاميم والنحت والتركيبات وأشرطة الفيديو.
و أثناء وجودها في جامعة هارفارد، كانت باحثة في نورمان تي نيوتن وحصلت على جائزة جاكوب وايدنمان للتصميم.

## الحياة المهنية

### ميكيونغ كيم ديزاين
من عام 1992 إلى 1994، عملت كيم في هارجريفز أسوشيتس قبل أن تبدأ شركتها الخاصة.
تشمل مشاريع شركتها ترميم قناة كونجاي في سول، وكوريا، وكراون سكاي جاردن في شيكاغو، وحديقة شيكاغو النباتية، وبلازا في البرودنشيال في 888 بويلستون في بوسطن، وجون هانكوك تاور رووف جاردن في بوسطن، ماساتشوستس، والرصيف 4 سيبورت بلازا في بوسطن، ماساتشوستس.
تشتهر الشركة بتصميم حدائق الاستشفاء، بما في ذلك كراون سكاي جاردن في مستشفى آن وروبرت هـ. لوري للأطفال في شيكاغو، ومدخل لونغوود لمستشفى بوسطن للأطفال، وحديقة حديقة ميامي هيلينج في مستشفى مجتمع جاكسون ساوث. تم افتتاح قناة كونجاي في سيول، كوريا الجنوبية في عام 2005. وتتضمن القناة تحويل أحد الممرات المائية الملوثة في المدينة إلى وسيلة راحة محلية تجذب 90.000 من المشاة يوميًا.
حصلت على جائزة كوبر هيويت للتصميم من متحف سميثسونيان، وميدالية تصميم الجمعية الأمريكية لمهندسي المناظر الطبيعية، وتم اختيار شركتها في عام 2019 من قبل شركة فاست كواحدة من أكثر الشركات ابتكارًا في العالم. يظهر عملها في مجموعة الأصوات الأمريكية في متحف سميثسونيان.
في عام 2019، تم تعيينها من قبل عمدة بوسطن مارتي والش كمفوض للجنة بوسطن للتصميم المدني.

### الأكاديمية
في 1994 أصبحت عضو هيئة تدريس بدوام كامل في مدرسة رود آيلاند للتصميم وافتتحت شركتها الخاصة في بوسطن، ماساتشوستس.
كانت أستاذة في مدرسة رود آيلاند للتصميم من 1994 إلى 2012 وكانت رئيسة القسم في ار أي اس دي لمدة خمس سنوات.
قامت بتدريس مجموعة متنوعة من استوديوهات التصميم والنحت والندوات.
منذ عام 2012، شغلت كيم منصب أستاذ إمريتا. كما قامت بالتدريس في كلية الدراسات العليا للتصميم بجامعة هارفارد من 2017 إلى 2018 كناقد تصميم في هندسة المناظر الطبيعية. في خريف 2018، شغلت كيم منصب الأستاذ الزائر المتميز لجليمشر في كلية نولتون للهندسة المعمارية في جامعة ولاية أوهايو.

### الجوائز الحديثة
كوبر هيويت، جائزة التصميم الوطنية لمتحف سميثسونيان لعمارة المناظر الطبيعية
ميدالية الجمعية الأمريكية لمهندسي المناظر الطبيعية
في 2019: مَنحت ميكيونغ كيم ديزاين شركة فاست كومباني أكثر الشركات ابتكارًا في العالم - الهندسة المعمارية 
2017: جائزة الشرف الوطنية اصلى، حديقة شيكاغو النباتية، جلينكو، الولايات المتحدة الأمريكية
2010: جائزة فيرونيكا رودج جرين في التصميم الحضري، جامعة هارفارد لقناة كونجاي في سيول، كوريا الجنوبية - الهندسة المعمارية 